# David Williams (allenatore di rugby)
David Williams (Trethomas, 1939) è un ex rugbista a 15, allenatore di rugby a 15 e talent scout gallese.
Nato a Trethomas, David Williams in gioventù giocò a rugby nel ruolo di tallonatore e militò nelle varie nazionali giovanili gallesi, diventando anche capitano della Under-18 e della Under-20. A livello di club giocò nel Newport. Insegnò poi sport all'Università di Loughborough fino alla fine degli anni '60, quando conobbe Giovanni Berni che gli offrì la possibilità di allenare il Rugby Parma. In Italia allenò anche Noceto, Piacenza, Modena, Reggio Emilia e Bologna. A partire dal 1972 diventa distributore ufficiale per l'Italia della Umbro, di cui gestisce anche direttamente il negozio a Noceto, lavoro che continuerà per oltre vent'anni. Con il suo marchio Williams veste gran parte della Serie A di Rugby ed anche numerose società di calcio, tra cui Inter, Lazio e Parma. Arriva così ad essere piuttosto noto nell'ambiente ed a conoscere, a metà degli anni '90, Sir Alex Ferguson, allenatore del Manchester United, di cui diventa grande amico. Ed è proprio grazie all'amicizia per Ferguson che dal 2001 lavora come talent scout dello United per l'Italia. In tale ruolo ha reso possibile l'approdo ai Red Devils di Federico Macheda.

## Fonti
- tuttorugby.it,  https://web.archive.org/web/20160304095627/http://www.tuttorugby.it/index.php?option=com_content&task=view&id=1612&Itemid=105. URL consultato il 25 aprile 2009 (archiviato dall'url originale il 4 marzo 2016).
- Sportweek 25 aprile 2009 (pagg.61-64)